# Fibraurea
Fibraurea Lour. – rodzaj roślin z rodziny miesięcznikowatych (Menispermaceae). Obejmuje co najmniej 3 gatunki występujące naturalnie w Azji Południowo-Wschodniej od Chin aż po Indonezję.

## Systematyka
Pozycja systematyczna według APweb (aktualizowany system APG III z 2009)
Rodzaj z rodziny miesięcznikowatych (Menispermaceae).
Wykaz gatunków
| - Fibraurea darshanii Udayan & K.Ravik. - Fibraurea recisa Pierre - Fibraurea tinctoria Lour. |